# Paddy Keenan
Pour les articles homonymes, voir Keenan.
Paddy Keenan, né le 30 janvier 1950, est un joueur de Uilleann pipes, cornemuse irlandaise, utilisée dans la musique traditionnelle irlandaise.
Il se fait connaître vers le milieu des années 1970 avec le groupe The Bothy Band qu'il contribue à créer. Depuis la dissolution de ce groupe, à la fin des années 1970, Keenan a enregistré de nombreux disques en solo et participé à de nombreuses productions, seul ou avec le chanteur et guitariste Tommy O'Sullivan,
Son jeu est considéré comme un exemple du style Travelling Piper qui se caractérise notamment par un doigté legato et un tempo rapide. Une autre caractéristique de son style est la richesse du jeu de régulateurs.

## Biographie

### Les jeunes années
Paddy Keenan est né à Trim, comté de Meath, en 1950, de John Keenan (un Travellers) et Mary Bravender (sédentarisée). Bien que la famille Keenan eût abandonné sa vie nomade très tôt dans les jeunes années de Paddy Keenan, il fut souvent confronté à la discrimination, y inclus des confrontations violentes. Son père et son grand-père jouaient des Uilleann pipes, son père passant de longues heures à jouer avec Johnny Doran. Le jeune Paddy fut initié au tin whistle par son frère, Johnny Keenan (un joueur de banjo irlandais reconnu), à l'âge de six ans, et aborda les pipes vers neuf ans. Son père ayant remarqué le talent du jeune Paddy pour les pipes, il lui en inculqua les subtilités, ainsi qu'à d'autres enfants des environs, tels que Finbar Furey et Davy Spillane. Durant cette période, la demeure des Keenan vivait de fait une session permanente.
À quatorze ans, Paddy Keenan se produisit dans son premier concert d'importance, au Gaiety Theatre de Dublin, qui fut suivi par quelques années de tournée avec d'autres musiciens (y inclus son père) dans le groupe The Pavees.
À dix-sept ans, essayant d'échapper à la stricte tutelle paternelle, il part pour l'Angleterre, et finit comme musicien ambulant autour de Londres, chantant et jouant du blues et du rock à la guitare, pour la plus grande partie des quatre années suivantes. En 1971, après avoir vendu plusieurs fois ses Uillean pipes, il réalise que la vie d'un piper ambulant est de loin plus lucrative que celle d'un guitariste, et dès lors, il reprend sa carrière de joueur de cornemuse,.

### Les premiers groupes et The Bothy Band
De retour à Dublin, Paddy Keenan se produit avec son frère et son père dans des pubs et diverses manifestations en Irlande. En 1975, il fait partie du groupe Seachtar (du mot irlandais désignant 'sept personnes'), à l'origine de The Bothy Band, dont il fut une pièce maitresse jusqu'à la dissolution du groupe en 1979.

### La carrière de soliste
Le premier album de Paddy Keenan (éponyme), en tant que soliste, est paru en 1975. Il apparaît également en duo avec le violoniste Paddy Glackin dans l'album Doublin publié en 1978. Il enregistre ensuite, pour le label Gael-Linn Records, Poirt An Phiobaire en 1983.
Après avoir refusé de rejoindre le groupe Moving Hearts au début des années 1980, la carrière musicale de Paddy Keenan marque le pas. Cependant, dans les années 1990, alors qu'il s'est installé aux États-Unis, il reprend goût à la musique de ses débuts et enregistre Na Keen Affair in 1997. Il reçoit le support de musiciens comme Tommy Peoples au fiddle, Arty McGlynn et Tommy O'Sullivan à la guitare, ainsi que de musiciens américains. Cet enregistrement donne naissance à une vivante relation musicale avec le guitariste O'Sullivan, originaire de Londres et installé dans le comté de Kerry. Le duo publie d'ailleurs The Long Grazing Acre en 2001 et en assure conjointement la promotion. Si l'on en croit leurs sites web respectifs, la coopération entre les deux artistes est toujours active, bien que périodique, depuis 2001.
En 2002, il est consacré Traditional Musician of the Year par la télévision irlandaise TG4.

## Cornemuses et luthiers
Fort de l’intérêt et des aptitudes précoces de son fils pour les Uilleann pipes, John Keenan l'avait doté d'un jeu complet de ce type de cornemuses, fabriquées par John Clarks. Six ans plus tard, en 1966, il lui offre un jeu de pipes de la famille Crowley, que Paddy Keenan utilisera jusqu'en 2000. Depuis, Keenan devint propriétaire de pipes du luthier Dave Williams Grimsby (Angleterre). Ce jeu de Uillean pipes, copie de celui de la famille Crowley, demeure l'instrument principal de Keenan.

## Discographie
Avec The Bothy Band
- Album éponyme : The Bothy Band connu aussi sous le nom de « The first album » ou « Bothy Band 1975 »
- Old Hag You Have Killed Me
- Out of the Wind Into the Sun
- After Hours
- Best of the Bothy Band
- Live in Concert

Enregistrements en solo
- Paddy Keenan (1975)
- Poirt An Phiobaire (1983)
- Ná Keen Affair (1997)

Avec Paddy Glackin
- Doublin (1978)

Avec Tommy O'Sullivan
- The Long Grazing Acre (2001)

Avec The Bucks
- Dancin' To The Ceili Band (1994)

Autres enregistrements
- Cry of the Mountain (avec Micheal O Suilleabhain)
- James Kelly (participation)